# 星太奇
《星太奇》是奥冬和兰兰在《漫画派对》推出的幽默漫画，漫画用多格单元剧的形式。星太奇是冬瓜市的一个小学生，故事主要围绕他在校园中的搞笑日常展开。
其一作者奥冬是东北人，在大学毕业后第一份工作是到天津的一家漫画公司打工。兰兰是天津人，读的是医学专业。毕业后她到医院工作，2003年，她瞒着家人辞去工作，然后去了一家漫画公司应聘，并通过了面试。